# Castillo de Pozaldez
El Castillo de Pozaldez se encuentra en la población de Pozaldez, provincia de Valladolid, Castilla y León, España. En la actualidad todavía se pueden visitar los  pocos vestigios que perduran (básicamente una parte de la fachada de un torreón).
Entró bajo la protección de la Declaración genérica del Decreto de 22 de abril de 1949, y la Ley 16/1985 sobre el Patrimonio Histórico Español.

## Galería

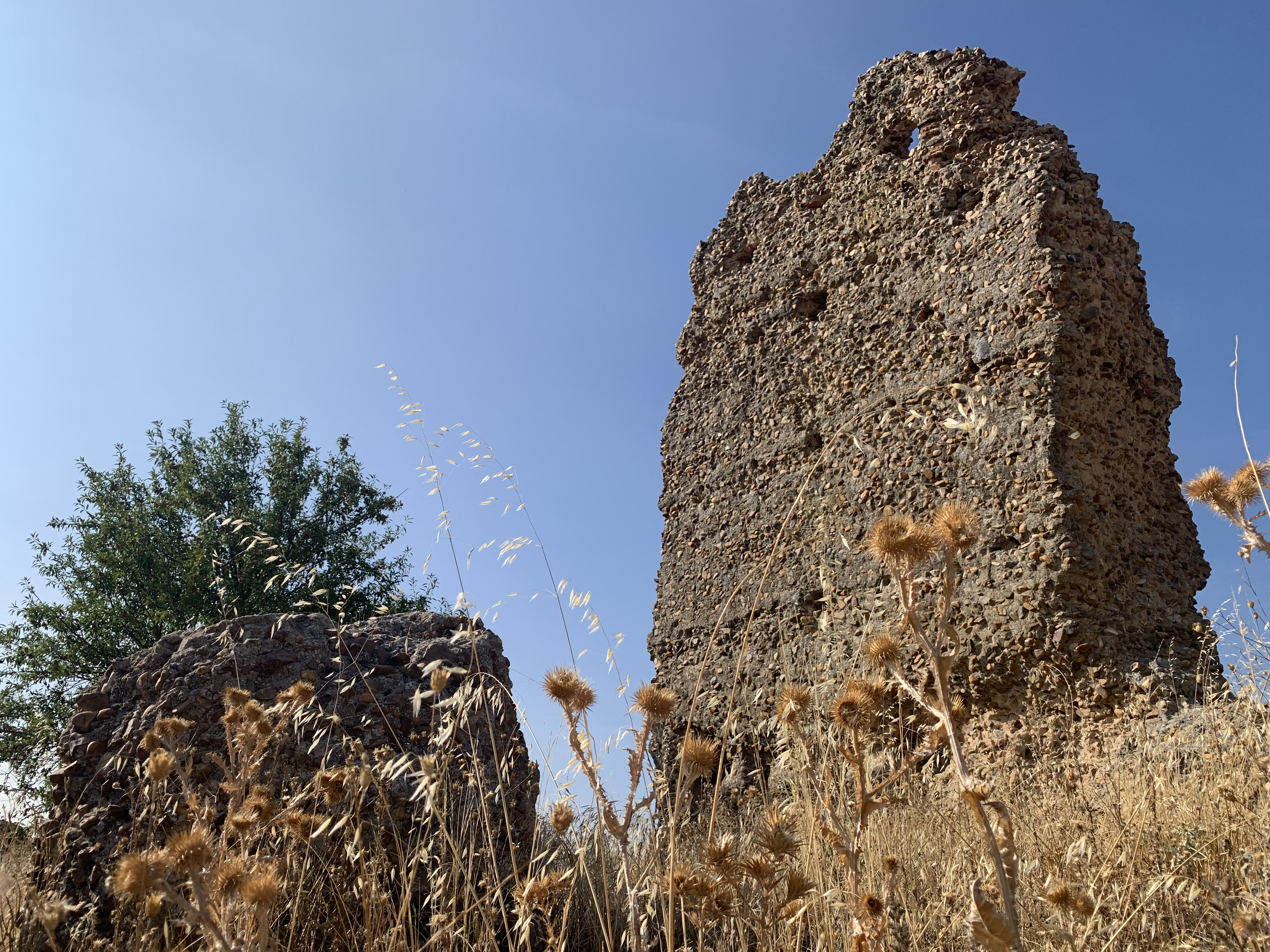
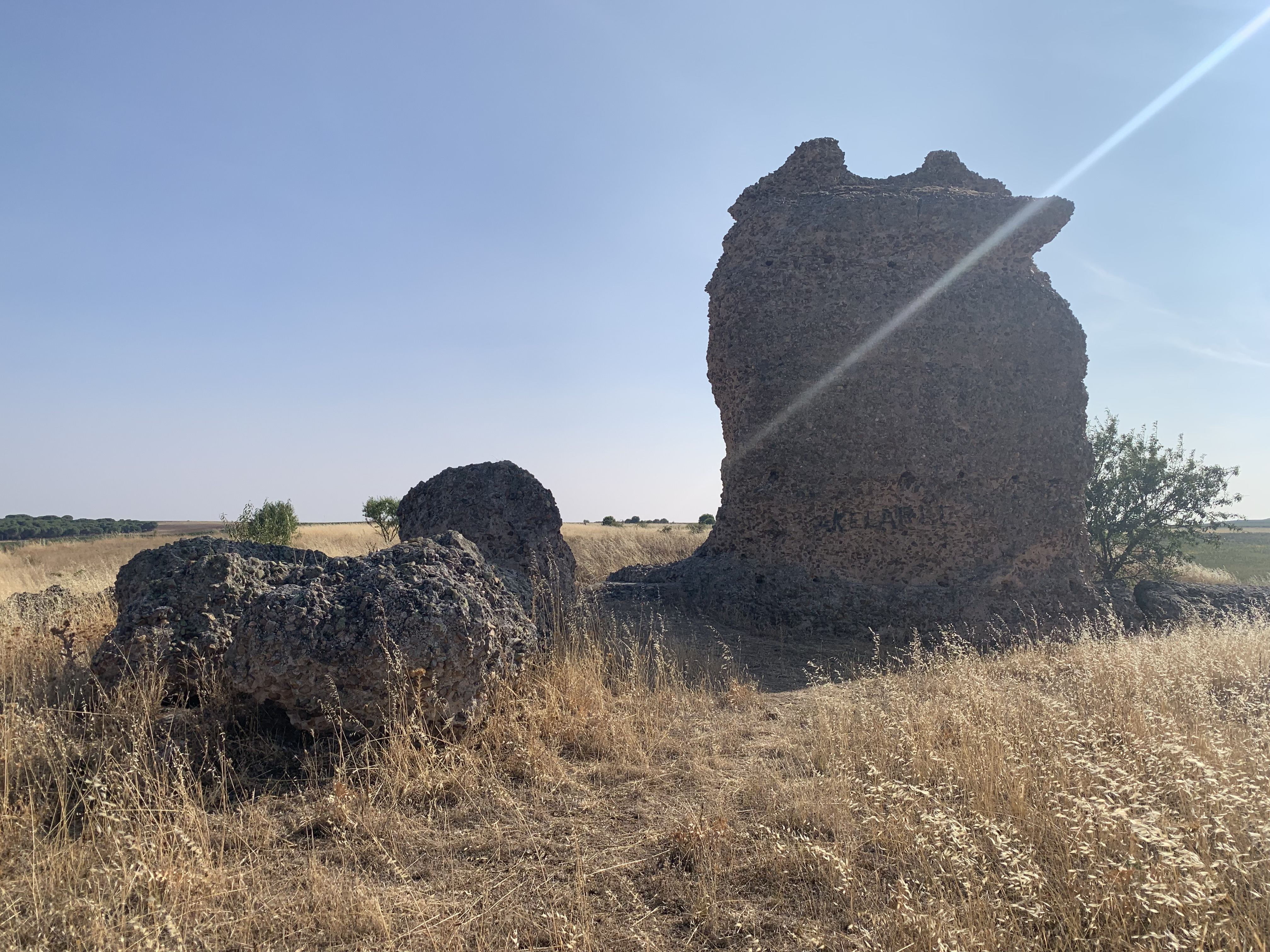
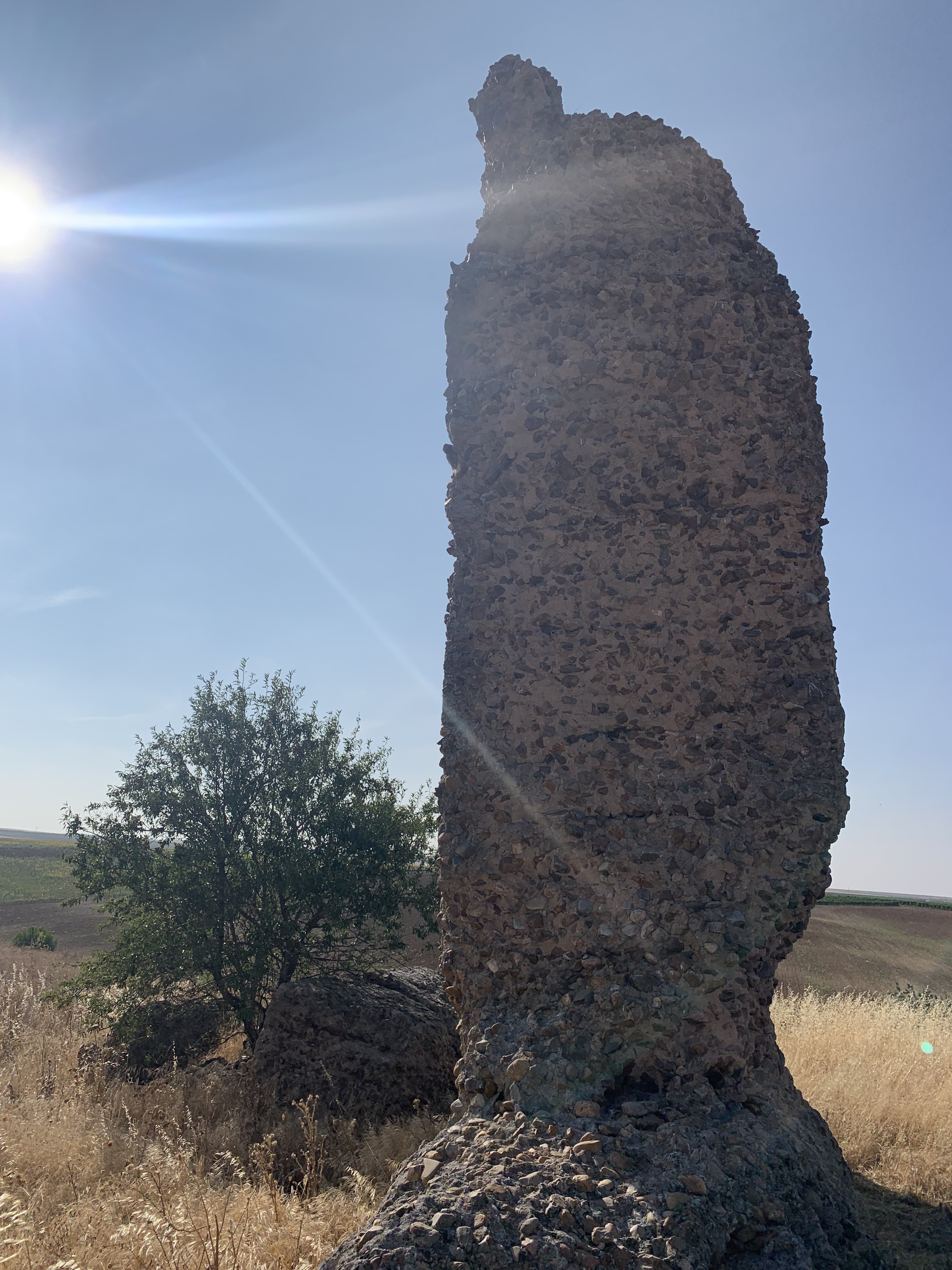